# Ламы
Ла́мы (лат. Lama) — наряду с верблюдами один из двух современных родов семейства верблюдовых (Camelidae). Встречаются исключительно в Южной Америке. Отличаются от верблюдов отсутствием горбов и меньшим ростом. Представители рода лам достигают длины от 120 до 220 см и массы от 55 до 150 кг.

## Классификация
База данных Американского общества маммологов (ASM Mammal Diversity Database) признаёт 4 вида лам:
- Гуанако (Lama guanicoe);
- Лама (Lama glama) — одомашненный потомок гуанако;
- Викунья (Lama vicugna);
- Альпака (Lama pacos) — одомашненный потомок викуньи.

Викунья иногда выделяется в отдельный род Vicugna; в некоторых классификациях к этому же роду причисляют альпак. Американское общество маммологов аргументирует отнесение викуний и альпак к роду лам низким уровнем генетической дивергенции.

## История

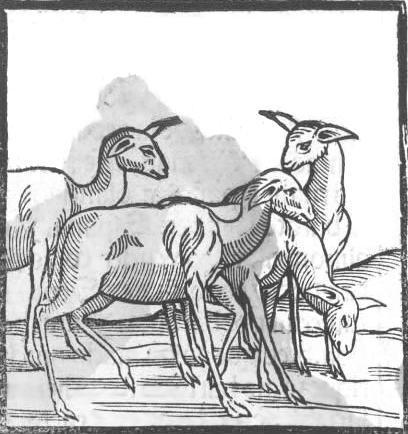
Первое в Европе изображение южноамериканских верблюдовых. Сьеса де Леон.

В 1553 году даётся их первое описание и изображение в книге «Хроника Перу» Сьеса де Леона.
Существует дикий вид лам, гуанако (Lama guanicoe), а также одомашненный вид — лама (Lama glama). Процесс одомашнивания начался ещё около 5000 лет назад. Среди всех видов, включая родственную викунью, возможны скрещивания и нередко встречаются животные со смешанными признаками; также способны скрещиваться со своими родственниками верблюдами.
Издавна используются как вьючные и ездовые животные, также разводятся ради мяса и шерсти.